# Festa de la Cirera de Serra
La Festa de la Cirera de Serra és una jornada festiva que gira al voltant d'aquest fruit, i que té lloc cada, cap finals del mes de maig o principis de juny, a la localitat de Serra, a la comarca del Camp de Túria (País Valencià). La de Serra és la Festa de la Cirera més antiga d'Espanya, iniciant-se cap al 1970, quan el consum d'aquesta fruita no estava tan estès i llavors, aquesta localitat hi destacava per la seua producció, a la qual actualment només se'n dediquen cinc famílies que hi tenen camps enclavats al Parc Natural de la Serra Calderona.
La celebració consisteix, sobretot, en el repartiment d'uns 1.000 o 2.000 quilograms de cireres entre els visitants, quantitat que suposa al voltant de la meitat del que s'hi arreplega anualment al terme municipal de Serra. Hom qui vulga tastar-les, ha de fer cua fins a poder arreplegar una capseta o cistelleta amb un grapat de cireres.
La Diada de la Cirera coincideix, a més a més, amb altres actes. Se sol acompanyar de la Fira Tradicional de la Calderona, i d'una Mostra d'Arts i Oficis Tradicionals; també hi ha lloc per a música de dolçaina i tabalet i altres elements de cultura popular valenciana.
El seu interès atrau visitants tant de la comarca del Camp de Túria com d'altres comarques veïnes. L'afluència se sol xifrar, avui dia, entorn de les 6.000 persones.
Un dels elements més destacables és la propi fruit que es reparteix. La cirera de Serra prové de varietat autòctones de la Serra Calderona, com són La de la branqueta i Talegal. Són varietats que es caracteritzen tant per la qualitat del sabor com per ser poc afavorides per al comerç: els cirers produeixen poca fruita i d'una mida menor. Per aquest motiu, la cirera típica queda destinada a consums casolans, tradicionals o de gormands.